# King’s Bounty: Wojownicza księżniczka

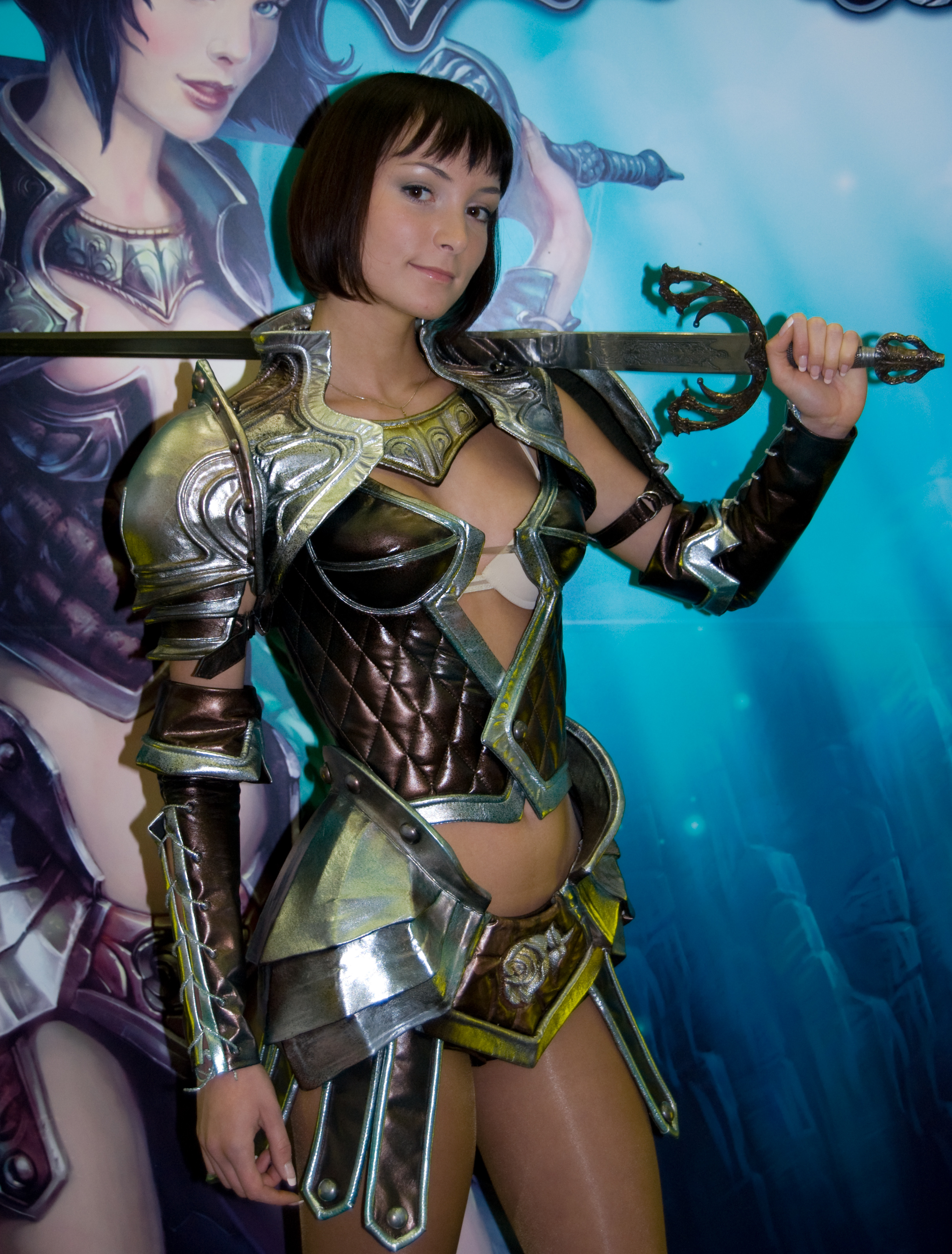
Cosplay na targach Igromir 2007

King’s Bounty: Wojownicza księżniczka – komputerowa strategiczna gra turowa z elementami RPG (rozwój i statystyki głównej postaci), bezpośrednia kontynuacja King’s Bounty: Legenda, pierwotnie tworzona jako samodzielny dodatek do niej. Główną bohaterką jest księżniczka Amelia, jedna z pobocznych postaci obecnych w Legendzie. W stosunku do oryginału wniesiono pewne nowości do samych mechanizmów rozgrywki, jak nowi wrogowie, cała nowa rasa, postać smoka czy zwiększenie limitu doświadczenia.

## Fabuła
Akcja gry dzieje się w świecie fantasy, z demonami, czarami i magicznymi stworzeniami. Demon Baal, poprzednio powstrzymany przez Billa Gilberta (bohatera Legendy), obecnie urósł w siłę, i zebrał armię demonów i zaatakował królestwo Endorii. Z oblężonego zamku do równoległego świata wyrusza księżniczka Amelia – by ocalić królestwo musi ona odszukać zaginionego Gilberta. Świat gry, Teana składa się łącznie z 14 wysp.

## Rozgrywka
Na początku gry Amelia dostaje jedną z 3 głównych specjalizacji – mag, paladyn lub wojownik, mające wpływ na zdolności księżniczki, jej wygląd, a także przebieg gry. Potem dostaje smoka – ten posiada własne umiejętności (9 unikalnych) przydatne w trakcie bitew. Jako że jest to Strategia-RPG, sama Księżniczka również zdobywa nowe poziomy doświadczenia, zwiększające jej umiejętności, czary, a także maksymalną dostępną ilość jednostek w armii – poza pieniędzmi do rekrutacji wielu jednostek potrzebne są też odpowiednie umiejętności dowodzenia. Nowe zdolności wybiera ze specjalnego „drzewka umiejętności”, podzielonego na 3 części – „Siła”, „Umysł” i „Magia”. Do tego można wyposażyć Amelię w przeróżne przedmioty, takie jak broń, tarcze czy hełmy, zwiększające jej umiejętności. Gra ma wiele różnych jednostek do rekrutowania, należących do różnych ras – zarówno ludzi, jak łuczników, rycerzy, barbarzyńców czy magów, przez zwierzęta, jak niedźwiedzie, wilki czy wielkie węże, po fantastyczne stwory, a do znanych z poprzedniej części ras doszła nowa – jaszczuroludzie. Gra jest nieliniowa, a poziom wrogów nie dostosowuje się do poziomu gracza.

### Poruszanie się po świecie gry
Gracz kieruje księżniczką Amelią, odwiedza przeróżne zamki czy domy, w których rekrutuje nowe jednostki oraz podejmuje nowe misje, szuka zakopanych skarbów, a także prowadzi dialogi z napotkanymi postaciami. Odwiedza również przeróżne podziemia. Na mapie znajdują się również wrogowie – mają oni zdolność samodzielnego poruszania się, więc mogą gonić księżniczkę, jeśli ta podejdzie zbyt blisko. Każda wyspa, po której porusza się Amelia, jest zaznaczona na mapie świata.

### Bitwy
Bitwy w grze toczą się na specjalnym polu, podzielonym na heksy. Tak jak w serii Heroes of Might and Magic, każda grupa w trakcie bitwy symbolizowana jest przez jedną „figurkę”. liczba osób w grupie decyduje o jej sile. Na polach bitew, poza jednostkami, znajdują się też różne przeszkody, a także skrzynie ze skarbami. Poza jednostkami Amelia może używać również czarów, a także umiejętności smoka, wspomagającego armię w walce. Walka toczy się w turach. Po każdej wygranej walce księżniczka dostaje punkty doświadczenia. Gra ma 5 bossów, znacznie silniejszych niż zwykłe jednostki.